# 下潘诺尼亚
下潘诺尼亚是罗马帝国的一个行省，首府为色米姆，是多瑙河畔的边界省份。公元103年，罗马皇帝圖拉真将原潘诺尼亚行省划分为两部分，分别为西部的「上潘诺尼亚行省」和东部的「下潘诺尼亚行省」。该省份领土今属于匈牙利、塞尔维亚、克罗地亚以及波斯尼亚和黑塞哥维那。行省东部紧邻着一个萨尔马提亚人部落。不久之后，汪达尔人开始现身于东北方向。
行省在四帝共治时期再次分裂出另外两个省份，分别为北部的华伦里亚行省和南部的第二潘诺尼亚行省。

## 中世紀
在法兰克王国时期，此地成为了一个公国，疆域横跨德拉瓦河与薩瓦河之间。